# Гай Попилий Кар Педон
Гай Попилий Кар Педон (на латински: Gaius Popilius Carus Pedo) e политик и сенатор на Римската империя през 2 век. Произлиза от фамилия Попилии, чието име идва от оскийски.
През 147 г. той е суфектконсул заедно със Секст Кокцей Севериан Хонорин.
Той е дядо на Попилий Педон Апрониан (консул 191 г.).